# Caco Ciocler
Carlos Alberto Ciocler (n. 27 septembrie 1971, São Paulo, São Paulo, Brazilia) este un actor brazilian.

## Viața personală
Născut într-o familie de clasă mijlocie, s-a mutat în lumea artelor spectaculoase când urma să absolve la Universitatea din São Paulo. În acest fel, el sa înscris într-un curs de arte dramatice. Părinții lui nu erau deloc mulțumiți de alegerea fiului său, deși deja arătase o înclinare spre scenă. Este format din Școala de Artă Dramatică. Are un fiu pe nume Bruno, a cărui mamă este și actrița Lavínia Lorenzon. El a fost, de asemenea, căsătorit cu artistul și hostessul Marina Previato.

## Filmografie

### Televiziune
| 1996 | O Rei do Gado          | Jeremias Berdinazzi        |  |
| 1997 | O Amor Está no Ar      | Davi                       |  |
| 1998 | Por Amor               | médico                     |  |
| 1998 | Pecado Capital         | Rodrigo                    |  |
| 1998 | Corpo Dourado          | Padre Estevão              |  |
| 1998 | Você Decide            |                            |  |
| 2000 | A Muralha              | Bento Coutinho             |  |
| 2000 | Esplendor              | Lázaro                     |  |
| 2001 | Um Anjo Caiu do Céu    | Davi                       |  |
| 2002 | A Guerra dos Paulistas |                            |  |
| 2002 | O Quinto dos Infernos  | Dom Miguel                 |  |
| 2003 | Chocolate com Pimenta  | Miguel/Martim              |  |
| 2005 | América                | Ed (Edward Talbot)         |  |
| 2006 | JK                     | Leonardo Faria             |  |
| 2006 | Páginas da Vida        | Renato Martins             |  |
| 2007 | Duas Caras             | Dr. Claudius Maciel        |  |
| 2008 | Você Está Aqui         |                            |  |
| 2009 | Caminho das Índias     | Murilo                     |  |
| 2010 | A Cura                 | Dr. Luís Camillo           |  |
| 2011 | Cordel Encantado       | Coronel Pedro Falcão       |  |
| 2012 | As Brasileiras         | Marcelo                    |  |
| 2012 | Salve Jorge            | Celso Vieira Flores Galvão |  |
| 2013 | Além do Horizonte      | André Teixeira             |  |
| 2014 | Boogie Oogie           | Paulo Almeida Fonseca      |  |
| 2016 | Unidade Básica         | Paulo                      |  |
| 2017 | Novo Mundo             | Peter Zettl (Dr. Peter)    |  |
| 2018 | Deus Salve o Rei       | Hermes de Vicenza          |  |
| 2018 | Carcereiros            | Jasão                      |  |
| 2018 | Segundo Sol            | Edgar                      |  |